# Leeuwarderadeel
Leeuwarderadeel est une ancienne commune néerlandaise, située dans la province de Frise. Son chef-lieu était la ville de Stiens.

## Géographie
La commune s'étendait sur 41,38 km2 au nord de la ville de Leeuwarden. Elle était composée des villages d'Alde Leie, Britsum, Feinsum, Hijum, Jelsum, Koarnjum et de la ville de Stiens.

## Histoire
Depuis le 1er janvier 2009, le nom frison des villages de la commune était le nom officiel.
Le 1er janvier 2018, elle est supprimée et rattachée à la commune de Leeuwarden.

## Démographie
Le 1er janvier 2017, la commune comptait 10 108 habitants.